# ماتیو ترئویسان
 ماتیو ترئویسان (ایتالیایی: Matteo Trevisan؛ زاده ۱۳ اوت ۱۹۸۹) یک تنیس‌باز اهل ایتالیا است.